# استیه‌پان فیلیپوویچ
استیپان فیلیپوویچ (کرواتی: Stjepan Filipović؛ ۲۷ ژانویهٔ ۱۹۱۶ – ۲۲ مهٔ ۱۹۴۲) پارتیزان و قهرمان ملی اهل پادشاهی یوگسلاوی بود. او در جنگ جهانی دوم در والیفوی صربستان به دار آویخته شد و عکسش که در آن زیر چوبهٔ دار مردم را به قیام علیه خائنان به صرب‌ها فرامی‌خوانَد سخت مشهور است.